# Eve's Apple
 (juin 2023).
Eve's Apple est une œuvre de l'artiste britannique Edwina Sandys, réalisée en 1998 et aujourd'hui située au Windsor Sculpture Park de Windsor, au Canada.

## Description
L'œuvre représente une main féminine tenant entre son index et son pouce une pomme.

## Localisation
La sculpture est installée au sein du Odette Sculpture Park.

## Artiste
Edwina Sandys, née en 1938, est une sculptrice britannique qui a habité en Toscane avant de s'établir aux États-Unis.